# Лондондеррі (Нью-Гемпшир)
Лондондеррі (англ. Londonderry) — місто (англ. town) в США, в окрузі Рокінґгем штату Нью-Гемпшир. Населення — 25 826 осіб (2020).

## Демографія
Згідно з переписом 2010 року, у місті мешкало 24 129 осіб у 8438 домогосподарствах у складі 6678 родин. Було 8771 помешкання
Расовий склад населення:
| - 95,8 % — білих - 1,7 % — азіатів - 0,7 % — чорних або афроамериканців - 0,1 % — корінних американців |

До двох чи більше рас належало 1,2 %. Частка іспаномовних становила 2,1 % від усіх жителів.
За віковим діапазоном населення розподілялося таким чином: 26,9 % — особи молодші 18 років, 64,4 % — особи у віці 18—64 років, 8,7 % — особи у віці 65 років та старші. Медіана віку мешканця становила 40,5 року. На 100 осіб жіночої статі у місті припадало 98,3 чоловіків;  на 100 жінок у віці від 18 років та старших — 94,7 чоловіків також старших 18 років.
Середній дохід на одне домашнє господарство  становив 115 772 долари США (медіана — 95 395), а середній дохід на одну сім'ю — 127 410 доларів (медіана — 109 408). Медіана доходів становила 73 778 доларів для чоловіків та 50 386 доларів для жінок. За межею бідності перебувало 2,9 % осіб, у тому числі 4,0 % дітей у віці до 18 років та 4,3 % осіб у віці 65 років та старших.
Цивільне працевлаштоване населення становило 14 497 осіб. Основні галузі зайнятості: освіта, охорона здоров'я та соціальна допомога — 23,5 %, виробництво — 13,1 %, роздрібна торгівля — 12,3 %.